# Довгоносик бульбочковий щетинистий
 Довгоносик бульбочковий щетинистий (Sitona macularius Marsham — жук родини Довгоносиків. Шкідник культур з родини бобових. Личинка розвивається у ґрунті і виїдає вміст бульбочок на корінцях цих рослин.

## Основні ознаки[2][3]
- жук завдовжки 2,8–4,5 мм;
- надкрила, принаймні у їх задній половині, мають добре помітні щетинки, що стирчать;
- очі сильно, але рівномірно опуклі;
- передньоспинка із трьома світлими повздорвжними вузькими смужками;
- лусочки на надкрилах округлі, сірувато-вохряні й білі, звичайно без металевого блиску;
- на надкрилах хаотично розкидані темні цяточки і жовто-сірі повздовжні смужки;
- гомілки й лапки червоні.

## Поширення
Вид поширений по всій Палеарктиці, за винятком Крайньої Півночі та Далекого Сходу. Ареал його включає всю територію України, він зареєстрований в усіх її областях і в Криму.

## Спосіб життя
Зимують на стадії імаго, звичайно у біотопах із багаторічними бобовими, де вони харчувалися минулого року влітку-восени. Жуки виходять з діапаузи при температурі повітря 3–4°С, при 12–14°С стають активними і при 13–17°С розселюються завдяки польотам. Звичайно масове розселення триває від другої половини квітня до третьої декади травня, залежно від погоди.
Кормовими рослинами для них є культивовані (горох, квасоля, віка, люпин, боби, люцерна, конюшина, еспарцет, серадела, сочевиця) і дикорослі бобові (буркун, чина, астрагал, лядвенець  та інші). Жуки гризуть листки і після періоду активного харчування активно паруються. У травні-червні самиці на поверхні ґрунту і рослинах відкладають яйця, не обираючи для цього якихось спеціальних місць. Максимальна плодючість самиці-понад 900 яєць.
Зародковий розвиток триває приблизно тиждень. Личинки вгризаються у бульбочки на корінцях рослин і виїдають їхній вміст. Знищивши таким чином 2–3 бульбочки, личинки линяють, стаючи дедалі більшого розміру. Відтепер вони живуть у ґрунті і обгризають бульбочки зовні. Для завершення розвитку личинці потрібно з'їсти вміст 3–8 бульбочок. Часом личинки пошкоджують також прилеглі тканини корінців. Личиночний розвиток триває 30–40 днів. Заляльковування  відбувається здебільшого на глибині 10–20 см. Розвиток лялечки триває 10–18 днів. Отже повний життєвий цикл  триває 45-60 днів.
Жуки нового покоління мігрують у пошуках соковитих кормових рослин, харчуються і, зрештою, переходять до діапаузи у ґрунті або скупченні рослинних решток.

## Значення у природі та житті людини
Подібно до інших біологічних видів, сірі щетинисті довгоносики є невід'ємною ланкою природних екосистем, споживаючи рослинні тканини і стаючи здобиччю тварин — хижаків та паразитів. Однак на посівах бобових жуки завдають чималої шкоди, особливо, коли їх чисельність і щільність досягає значних величин.
Для зниження шкодочинності жуків після викошування однорічних бобових на сіно й силос, а також після збирання врожаю зернобобових проводять оранку ґрунту. Однорічні бобові бажано сіяти у віддаленні від багаторічних, аби перешкодити міграціям жуків. У разі високої чисельності комах проти них у місцях їх скупчень застосовують інсектициди. Звичайно це роблять взимку й ранньою весною.